# Jhutaki
Jhutaki (nep. झुटकी) – gaun wikas samiti we wschodniej części Nepalu w strefie Sagarmatha w dystrykcie Saptari. Według nepalskiego spisu powszechnego z 2001 roku liczył on 568 gospodarstw domowych i 3548 mieszkańców (1720 kobiet i 1828 mężczyzn).